# لیو یی-لینگ
لیو یی-لینگ (انگلیسی: Liu Yi-ling)یک تکواندوکار تایوانی است. وی در مسابقات قهرمانی تکواندو جهان ۱۹۸۷ در کلاس سنگین‌وزن مدال نقره گرفت. در مسابقات تکواندو قهرمانی آسیا در سال ۱۹۸۶ در داروین برنده مدال نقره و در مسابقات تکواندو قهرمانی آسیا در سال ۱۹۹۰ صاحب مدال طلا شد.